# 二碘化钆
二碘化钆是一种无机化合物，化学式为GdI2，是一种电子盐。它在276 K时具有铁磁性，饱和磁化强度为7.3 μB；在接近室温时7 T下，具有很大的负磁阻（~70%）。它可由钆和碘化钆在高温反应得到：
Gd + 2 GdI3 → 3 GdI2
它在高温（800 °C）下可以和氢气反应，得到GdI2H0.97等碘氢化物。